# Literatura del descubrimiento y conquista del Perú
El término literatura del descubrimiento y conquista, acuñado por Francisco Carrillo Espejo, designa el período que incluye todas las obras producidas durante el proceso de descubrimiento y conquista del Perú, inaugurado el 15 de noviembre de 1532 en Cajamarca con la captura del último Inca, Atahualpa, y finalizado con la desestructuración del Imperio Incaico y la fundación de la ciudad de Lima. La literatura relacionada con este periodo, aunque no necesariamente escrita durante este marco temporal (pues hubo cronistas que escribieron muchas décadas después e incluso en el siglo XVII), sí se vincula a los eventos desarrollados antes o durante este.
Las principales manifestaciones literarias de este período son las crónicas, cartas de descubrimiento y relaciones. Los estudios literarios más importantes realizados sobre este período son la Enciclopedia histórica de la literatura peruana de Francisco Carrillo y los diversos libros sobre los cronistas antiguos publicados por Raúl Porras Barrenechea.

## Cronistas españoles

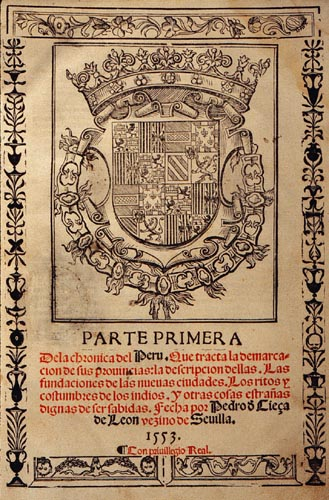
Primera página de la Crónica del Perú de Pedro Cieza de León.

A decir de Francisco Carrillo, existen varios grupos de cronistas o escritores españoles. Un grupo mayoritario lo conforman los escritores-soldados que realizan la labor de cronistas oficiales de las expediciones. Un grupo pequeño lo integran los cronistas no oficiales, que presentan su visión particular de los hechos sucedidos. Ambos grupos escriben en un primer momento, durante el período 1532-1535. En el primer grupo se incluye a Francisco de Jerez, secretario personal de Pizarro que escribió la Verdadera relación de la conquista del Perú y provincia de Cuzco llamada la Nueva Castilla (1531); también la Relación Sámano-Xerez escrita por el mismo autor (1528), en la que se describen los primeros viajes de Pizarro realizados entre 1525 y 1527; Relación del nuevo descubrimiento del famoso río grande de las Amazonas escrito por Fray Gaspar de Carvajal (1541-1542) y describe la primera expedición y cartografía de la Amazonía peruana, pueblos y habitantes indígenas. Pedro Sancho de la Hoz, en su obra La conquista del Perú (1550) continúa y defiende la versión presentada por Jerez ante la irrupción de Cristóbal de Mena con su obra La conquista del Perú llamada la Nueva Castilla (1534).
Se debe mencionar también la Noticia del Perú de Miguel de Estete (1535); la Relación de muchas cosas acaescidas en el Perú, en suma para atender a la letra la manera que se tuvo la conquista y poblazon destos reinos...  de Cristóbal de Molina, el chileno (1552), primera crónica identificada con el indio conquistado (tomada luego por Bartolomé de las Casas como fuente) y finalmente, la crónica de Pedro Cieza de León, conocida actualmente como Crónica del Perú, publicada en 4 partes: Parte Primera de la Chrónica del Perú (1550), El Señorío de los Incas (publicado siglos después, en 1873 pero compuesto entre 1548 y 1550), Descubrimiento y Conquista del Perú (publicado en 1946) y la cuarta parte, compuesta a su vez de cinco libros: La guerra de las Salinas, La guerra de Chupas, La guerra de Quito, La guerra de Huarina y La guerra de Jaquijaguana (publicados en 1877, 1881, 1877 respectivamente). Los últimos dos libros nunca fueron escritos debido a la muerte del autor.
El grupo anteriormente descrito, aunque mixto y esparcido temporalmente, se caracteriza por un rasgo común: su origen. Todos los cronistas mencionados son españoles. Todos ellos escriben desde la perspectiva del conquistador cuya misión es civilizar y "llevar la verdadera fe" a las Indias. La aproximación de los cronistas a la historia de las sociedades y pueblos indios, si bien representa un esfuerzo de comprenderlos (Betanzos aprende el quechua para su Suma y narración de los Incas, 1551) no deja de presentar imágenes equivocadas, tergiversando los hechos al interpretarlos desde la perspectiva de la mentalidad europea.

## Cronistas nativos

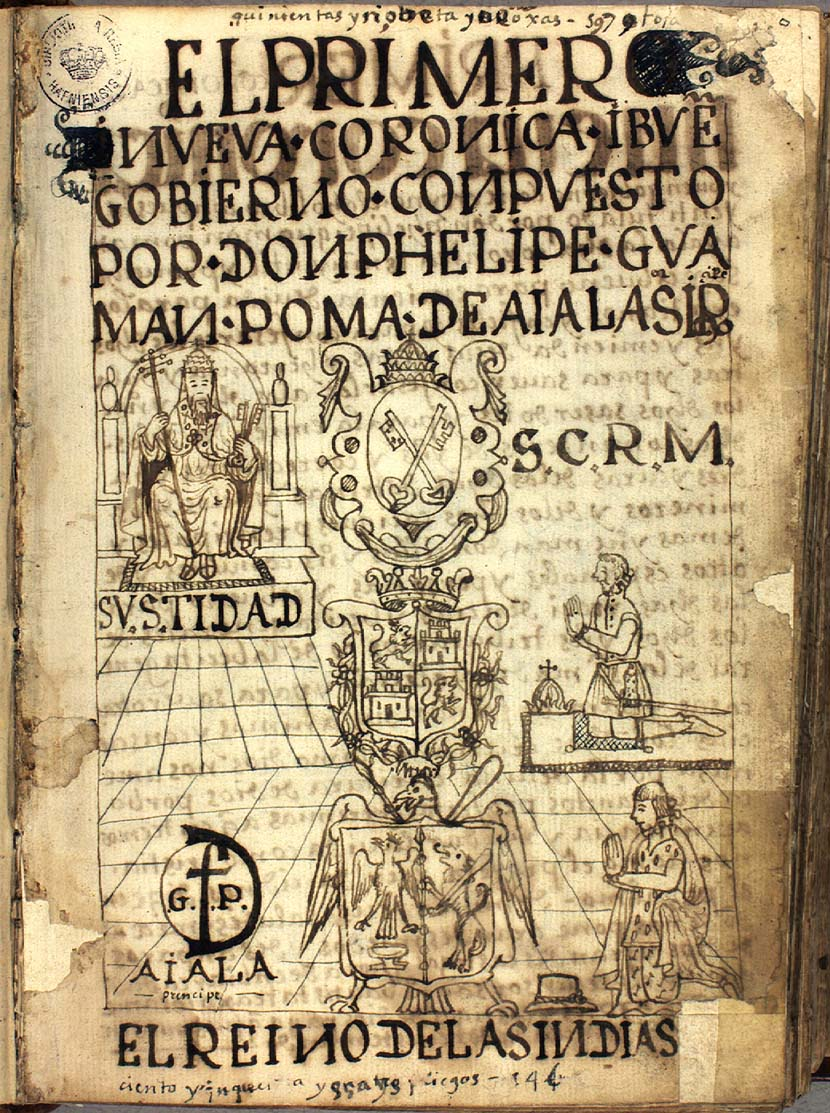
Edición autógrafa del Primer nueva corónica y buen gobierno de Felipe Guaman Poma de Ayala.

Los cronistas nativos son miembros de élites regionales e incluso miembros de la familia real incaica (como es el caso de Titu Cusi Yupanqui), que aprendieron la cultura de los españoles y la utilizan para expresar (a través de la escritura) su visión propia, contraria por lo general a la versión española. Algunos de ellos se remontan a la creación del mundo y las diferentes edades de la tierra; otros relatan las guerras civiles entre los incas, la tradición y costumbres de sus pueblos, como también la conquista española y los resultados del régimen colonial.
Son tres los principales cronistas nativos o indígenas:
- Titu Cusi Yupanqui, que en 1570 escribió la Relación de cómo los españoles entraron en Perú y el subceso que tuvo Manco Inca en el tiempo que entre ellos vivió.
- Juan de Santa Cruz Pachacuti Yamqui Salcamaygua, escribió en 1613 la Relación de antigüedades deste reino del Perú, obra que destaca por un intento de explicar la cosmogonía incaica, y por su uso rudimentario del español (fuertemente quechuizado).
- Felipe Guaman Poma de Ayala en su El primer nueva crónica y buen gobierno (sic) escrito entre 1585 y 1615, y publicado recién en 1936, nos presenta el proceso de destrucción del mundo andino (debido a soberbia de los incas o falla en la comunicación con los españoles), tratando de explicar y presentar a la vez una alternativa a la realidad caótica de su momento. Esta crónica es en realidad una extensa carta al rey de España, Felipe II, el que explica desde la creación del mundo hasta una propuesta de una sociedad utópica, dividida en cuatro reinos. Guaman Poma supone un cronista distinto, un momento único, ya que no solamente se propone hacer un recorrido histórico del territorio peruano, sino que somete a escrutinio al régimen colonial, criticando duramente los abusos de autoridad de los sacerdotes, corregidores y la mezcla entre indios y españoles, pero postulando correcciones a este sistema. Se trata del primer cronista indígena que asimila plenamente la letra (española) y la pone al uso de intereses propios. La crónica destaca, además, por su extensión; el manuscrito original está compuesto por 1179 hojas y por el uso, extenso e innovador de ilustraciones que relatan la realidad que el cronista nos va describiendo (son en total 398 dibujos).

## Cronistas mestizos

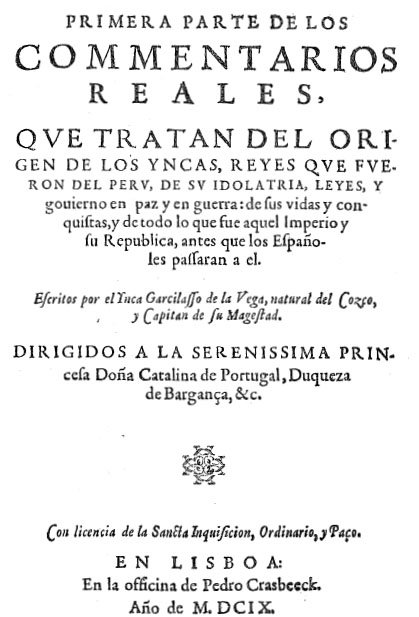
Portada de la Primera parte de los Comentarios Reales, primera edición (1609), del Inca Garcilaso de la Vega.

Junto a los cronistas indios, y en menor número, existe un grupo de cronistas mestizos. El principal representante de este grupo es el Inca Garcilaso de la Vega. En la crónica de Garcilaso se ha visto el símbolo del Perú mestizo (la mezcla de español e indio) y criollo, en busca de un renacimiento social. Su más conocida obra son los Comentarios Reales de los Incas (dividida en dos partes, la primera conocida bajo el mismo nombre, publicada en 1609 y la segunda llamada Historia General del Perú publicada un año después de su muerte, en 1617), crónica en la que ofrece, del mismo modo que Guaman Poma una mirada sobre la historia del pasado andino, aunque Garcilaso se centra claramente en una exaltación y visión utópica del período de gobierno de los Incas (a cuya nobleza pertenecía, por el lado materno). Garcilaso es también el primer cronista que rescata la poesía quechua. Otro aspecto destacable de su crónica es la íntima conexión entre él (como cronista) y los eventos que suceden, presentándose como el último conocedor de un pasado ya inexistente, de un imperio cuyas glorias intenta ensalzar. Otra crónica escrita por este autor es La Florida del Inca (publicada en Lisboa en 1605) construida a partir de datos recogidos por el autor del expedicionario Gonzalo Silvestre, miembro del grupo dirigido por Hernando de Soto a su travesía por la Florida.

## Otros Cronistas

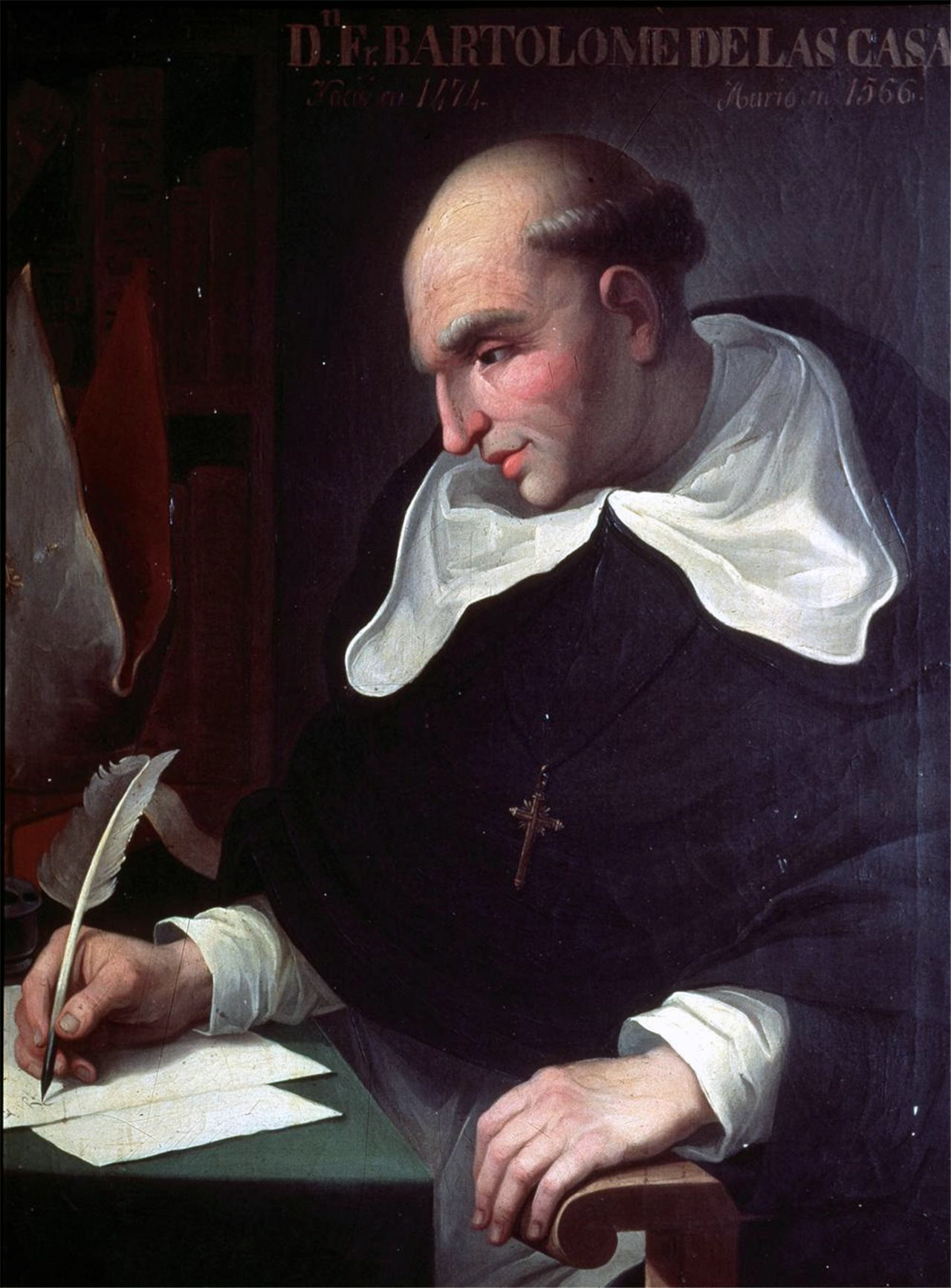
Bartolomé de las Casas, autor de la Brevísima relación de la destrucción de las Indias.

Adicionalmente existe un grupo de cronistas que se adscribe temáticamente a relatar el descubrimiento y conquista del territorio peruano, pero que lo hace de forma tangencial o no centrándose específicamente en este tema. La mayoría de cronistas de este grupo escribe sus obras en un período posterior a la conquista y las guerras internas entre Pizarro y Almagro. En este grupo se incluye a Bartolomé de las Casas, sacerdote dominico que en su Brevísima relación de la destrucción de las Indias (1552) incluye un capítulo titulado De los grandes reinos y grandes provincias del Perú en el que se relata la captura y muerte de Atahualpa, enmarcado en el espíritu de denuncia de la obra.
Otros cronistas importantes son Gonzalo Fernández de Oviedo en su Historia General y Natural de las Indias, islas y tierra firme del mar océano (primera parte publicada en 1535, editada completamente entre 1851 y 1855); Francisco López de Gómara dedica los capítulos 108 al 195 de su Historia general de las Indias y conquista de México (1552) a la conquista y guerras civiles del Perú; Antonio de Herrera dedicó el tercer volumen de su Historia general de los hechos de los castellanos en las Islas y Tierra Firme del mar Océano que llaman Indias Occidentales (también conocida como Décadas, 1601-1615) a la conquista del Perú realizada por Francisco Pizarro, y el milanés Jerónimo Benzoni que en el tercer libro de su Dell'historia del mondo nvovo (Venecia, 1565) realiza un recuento de la historia y características del reino del Perú.